# Srednekolymsk
Srednekolymsk (russisch Среднеколымск, jakutisch Орто Халыма/Orto Chalyma) ist eine Kleinstadt in der Republik Sacha (Jakutien) (Russland) mit 3525 Einwohnern (Stand 14. Oktober 2010).

## Geographie
Die Stadt liegt im Kolyma-Tiefland, etwa 1500 km nordöstlich der Republikshauptstadt Jakutsk, am linken Ufer der Kolyma um die Einmündung der Ankudinka, welche den Ort in zwei Teile teilt.
Die Stadt Srednekolymsk ist Verwaltungszentrum des gleichnamigen Ulus Srednekolymsk (russ.: Среднеколымский улус, jakut.:Орто Халыма улууһа – Orto Chalyma uluuha).
Srednekolymsk verfügt über einen Flughafen und eine Anlegestelle an der Kolyma.

## Geschichte
Der Ort wurde 1644 von Kosaken als Ostrog Jarmanka gegründet. 1775 erfolgte die Umbenennung in Srednekolymsk (russisch für Mittlere-Kolyma-Stadt) mit der Verleihung des Stadtrechtes als Verwaltungszentrum des Kolymakreises (Okrugs). Die Stadt war Verbannungsort, so für den Dekabristen Nikolai Bobrischtschew-Puschkin. Gegen Ende des 19. Jahrhunderts gab es in Srednekolymsk 147 Häuser (davon 53 Wohnhäuser), 22 Jurten, zwölf Händler, eine Holzkirche, eine Kirchenschule und ein kleines Krankenhaus. Die Einwohner lebten von Fischfang, Pelztier- und Vogeljagd, Pilz- und Beerensuche.
Etwa 300 Werst (320 km) nordöstlich der Stadt, am Fluss Berjosowka wurde 1900 das von Eis teilweise konservierte Berjosowka-Mammut gefunden, später in einer aufwendigen Expedition geborgen und 1903 in Sankt Petersburg ausgestellt. Aufgrund dessen führt die Stadt das Mammut im Wappen.

### Bevölkerungsentwicklung
| Jahr | Einwohner |
| ---- | --------- |
| 1897 | 538       |
| 1926 | 685       |
| 1939 | 2029      |
| 1959 | 2088      |
| 1970 | 2729      |
| 1979 | 3309      |
| 1989 | 4489      |
| 2002 | 3587      |
| 2010 | 3525      |

Anmerkung: Volkszählungsdaten

## Kultur und Sehenswürdigkeiten
In Srednekolymsk gibt es bereits seit 1921 ein kleines Heimatmuseum.

## Wirtschaft
In der Stadt gibt es Betriebe der Lebensmittelwirtschaft und ein Treibstofflager. Im Rajon werden Pelztier- und Viehhaltung (Rinder, Pferde, Rentiere) sowie Fischfang betrieben.